# Mara Salvatrucha
MS-13 (Mara Salvatrucha; de asemenea, cunoscută pur și simplu ca MS sau Mara) este o organizație internațională de bande criminale care își are originea în Los Angeles, California, SUA, în 1980. Banda s-a răspândit, mai târziu, în multe părți ale Statelor Unite, Canada, Mexic și America Centrală și este activă în zonele urbane și suburbane. Majoritatea membrilor ei sunt de origine din America Cetrală, mai ales din El Salvador.

## Etimologia
Există unele dispute asupra etimologiei numelui. Unele surse afirmă că banda s-a numit La Mara, după o banda de stradă din San Salvador, și Salvatrucha după partizanii care au luptat în  Războiul Civil din Salvador. În plus, cuvântul mara înseamnă bandă în argoul Caliche și vine de la marabunta, numele unei furnici foarte agresive. "Salvatrucha" poate fi o combinație de cuvinte Salvador și trucha, un cuvânt Caliche pentru a fi în alertă. Termenul de "Salvatruchas" a fost explicat ca o trimitere la țăranii salvadorieni instruiți pentru a deveni luptători în războiul de gherilă, menționați în armata numită "Frontul de Eliberare Națională Farabundo Martí."
Aspiranții sunt bătuți timp de 13 secunde, înainte de a fi admișiîn bandă, un ritual cunoscut sub numele de "beat-in".

## Aspectul fizic

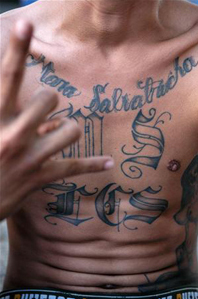
Un semn al bandei MS și tatuaje.

Mulți membri din Mara Salvatrucha își acoperă corpul cu tatuaje. Semne comune includ "MS", "Salvatrucha", "Coarnele Diavolului", numele găștii lor și alte simboluri. Un articol din decembrie 2007 pe  blogul de internet al CNN a declarat că banda a hotărât ștergerea tatuajelor, astfel încât să fie capabili să comită infracțiuni fără a fi observați.

## Vezi și
- Crima organizată

## Legături externe
- en "Gangs, Terrorists, and Trade" 12 aprilie 2007 in Foreign Policy In Focus
- en MS-13 Member’s Trail Shows Gang’s Movement Arhivat în 12 martie 2012, la Wayback Machine. MS-13 Rivalry/18th Street Gang
- en National Geographic post-investigation essay. Arhivat în 13 octombrie 2008, la Wayback Machine.
- en PBS Wide Angle: 18 With a Bullet Arhivat în 25 iulie 2008, la Wayback Machine. MS-13 Gang in El Salvador
- en Strohm, Chris (1 august 2005). „DHS touts success of anti-gang operation”. GovExec.com. Arhivat din original la 3 martie 2006. Accesat în 14 martie 2006.
- en The Gangs of Los Angeles FBI
- en The MS-13 Threat - A National Assessment
- en United Against MS-13 - Our Central American Partnerships
- en Four MS-13 Leaders Sentenced - Serious Threat Removed from Atlanta Streets
- en New Top Ten Fugitive
- en ICE.gov